# Skrzyp zimowy
Skrzyp zimowy (Equisetum hyemale L.) – gatunek rośliny z rodziny skrzypowatych. Występuje w Europie i Azji oraz na Grenlandii, w szerokim ujęciu taksonomicznym także w Ameryce Północnej. W Polsce dość pospolity. Rośnie zwykle w żyznych lasach liściastych, często na zboczach dolin, podgatunek północnoamerykański także na brzegach wód. Uprawiany jako roślina ozdobna jest bardziej tęgi podgatunek północnoamerykański, w niektórych ujęciach wyodrębniany w osobny gatunek. Skrzyp zimowy stosowany był dawniej lub lokalnie jako roślina jadalna, lecznicza i polerska.

## Rozmieszczenie geograficzne
Zasięg gatunku obejmuje rozległe obszary Europy i Azji w strefie klimatu umiarkowanego i subpolarnego, rośnie także na Grenlandii (generalnie jednak w obręb Arktyki nie wkracza). W Europie jest nieobecny tylko na południowych krańcach (brak go w Portugalii i na Sardynii). W Azji rośnie od Uralu na zachodzie po Kamczatkę i Wyspy Japońskie na wschodzie. Południowa granica zasięgu na tym kontynencie biegnie przez Azję Mniejszą, Kaukaz Południowy, Uzbekistan, Tadżykistan, środkowe i południowo-wschodnie Chiny. Jako gatunek introdukowany rośnie na Tasmanii i Nowej Zelandii. W Ameryce Północnej rośnie podgatunek affine, często wyodrębniany jako osobny gatunek Equisetum praealtum.
W Polsce jest rozprzestrzeniony na całym obszarze, ale nierównomiernie – jest pospolity w województwie pomorskim i kujawsko-pomorskim, ale lokalnie rośnie też na mocno rozproszonych stanowiskach, np. w południowej Wielkopolsce i w rejonie Sudetów. W górach rośnie po regiel górny.

## Morfologia
Charakterystyka dotyczy podgatunku typowego lub wąsko ujmowanego gatunku, podgatunek affine, często wyodrębniany jako osobny gatunek, scharakteryzowany został w sekcji „Systematyka i zmienność”.
Pokrój sporofituRoślina trwała o pędach płonnych i płodnych (z kłosami zarodnionośnymi) podobnych do siebie (monomorficznych). Wyrastają one bardzo licznie z podziemnego kłącza i są zwykle prosto wzniesione, rzadziej nieco się pokładają; są sztywne.
Organy podziemneCzarnobrązowe kłącze rozwijające się na głębokości 0,3–0,7 m, osiąga 4 m długości, rozrasta się poziomo, jest rozgałęzione i pokryte licznymi korzeniami wyrastającymi z węzłów. Rzadko obecne są bulwki. Węzły i korzenie pokryte są licznymi, żółtymi włośnikami. Centralny przewód powietrzny kłącza jest wąski.
ŁodygaZwykle osiąga od 0,4 do 0,7 m, czasem do 1 m wysokości, rzadko więcej. Średnica łodyg wynosi zazwyczaj 4–6 mm, rzadko do 9 mm. Pędy płonne w górnej części nieco się zwężają, podczas gdy pędy zarodnionośne są jednakowej grubości. Łodyga zwykle się nie rozgałęzia, choć tworzy pojedyncze pędy boczne w razie uszkodzenia. Międzywęźla są ciemnozielone, czasem szarozielone lub sinozielone, z (8)10–30(34) żeberkami. Ich długość wynosi 5–8 cm. Żeberka mają rowek biegnący wzdłuż grzbietu i tępe krawędzie boczne. Wzdłuż ich krawędzi tworzą się wyrostki (guzki) krzemionkowe powodujące, że łodygi są bardzo szorstkie. Centralny przewód powietrzny łodygi jest szeroki, stanowi co najmniej 60% średnicy łodygi.
LiścieZredukowane do zrośniętych w pochwy łusek, ściśle przylegających do pędu. Wolne końce łusek tworzące ząbki szybko odpadają. Ząbki te mają podobną długość lub są nieco dłuższe od zrośniętej części liści; są szydlaste, czarne, na brzegu biało obrzeżone, długo zaostrzone i na szczycie mniej lub bardziej kędzierzawo poskręcane. Trwała pochwa liściowa jest walcowata, ściśle przylegająca do pędu, osiąga 3–9 mm długości. W dolnej części pochwa jest czarnobrązowa lub czarna, podobnej barwy jest górny skraj pochwy, natomiast jej część środkowa jest biała. Często w górze i środkowej części pędu pochwy są w całości czarne. Górny brzeg pochwy jest tępo karbowany – między końcami łusek są płytkie wcięcia, które z wiekiem się pogłębiają. Na poszczególnych łuskach znajduje się płaskie żeberko z trzema rowkami, z których środkowe jest wyraźniej widoczne.
Kłos zarodnionośnyOsadzony jest na krótkim trzonku mniej lub bardziej osłoniętym wspierającą go, rozszerzającą się pochwą. Kłos jest jajowaty, na szczycie z krótkim ostrym końcem. Osiąga 1–1,5 cm długości i 0,4–0,7 cm średnicy. Zdolne do kiełkowania zarodniki osiągają średnio 59 μm średnicy, są jaskrawozielone i stanowią ok. 10% ogółu zarodników – pozostałe nie kiełkują, są mniejsze i barwy od żółtej do ciemnozielonobrązowej.
GametofitBlaszkowate, rozwijające się na powierzchni ziemi. Są dwupienne, ale w trakcie rozwoju nierzadko dochodzi do zmiany płci – na początkowo męskich przedroślach mogą rozwijać się rodnie i odwrotnie. Przedrośla pokrywają walcowate łatki, plemnie są zagłębione w tkance przedrośla.

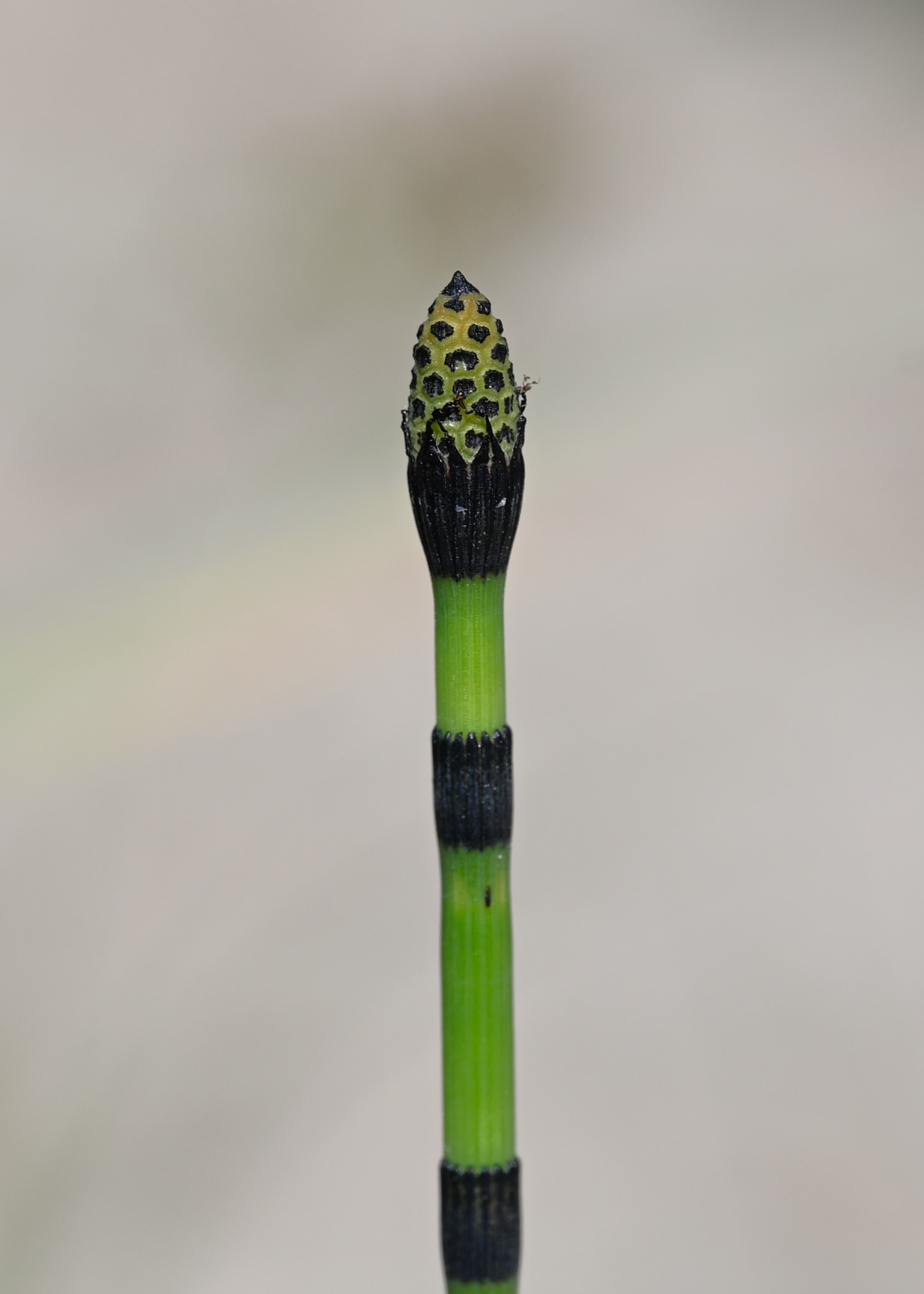
Kłos zarodnionośny
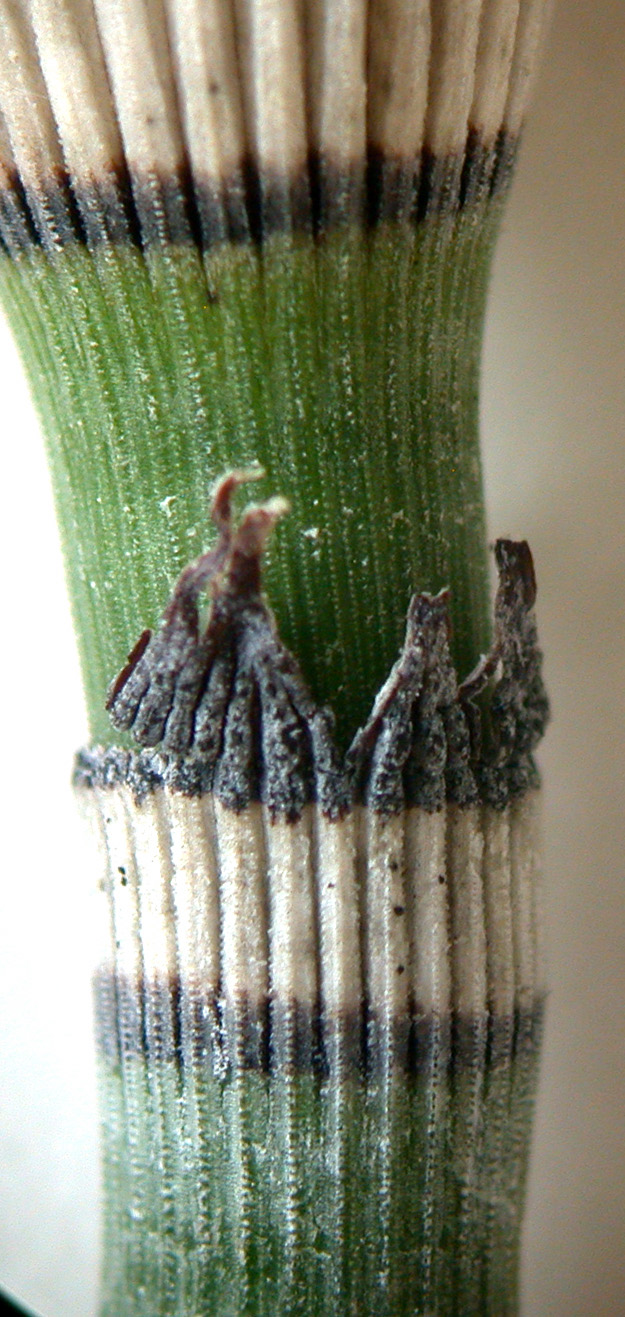
Pochwa liściowa z ząbkami
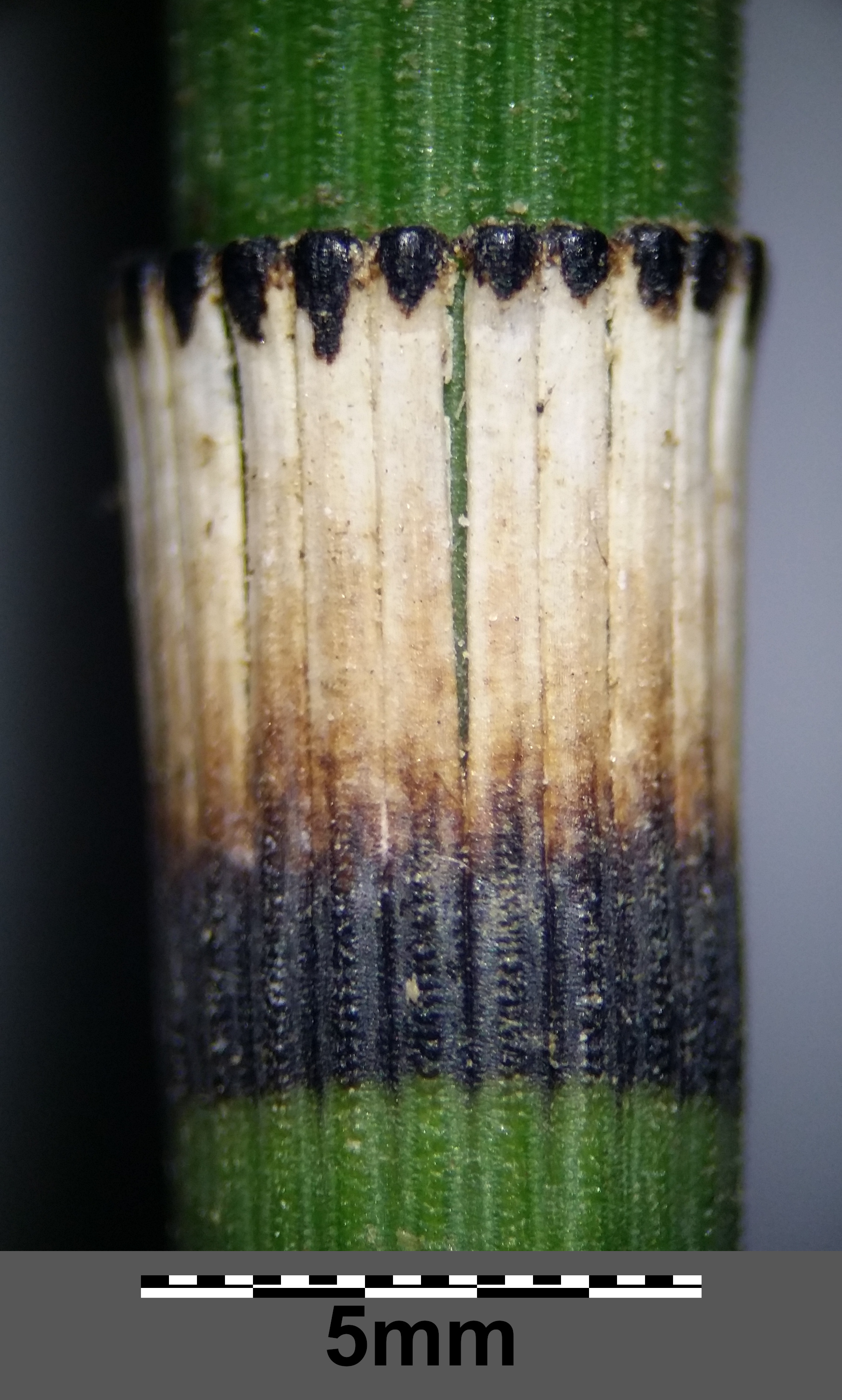
Pochwa liściowa bez ząbków
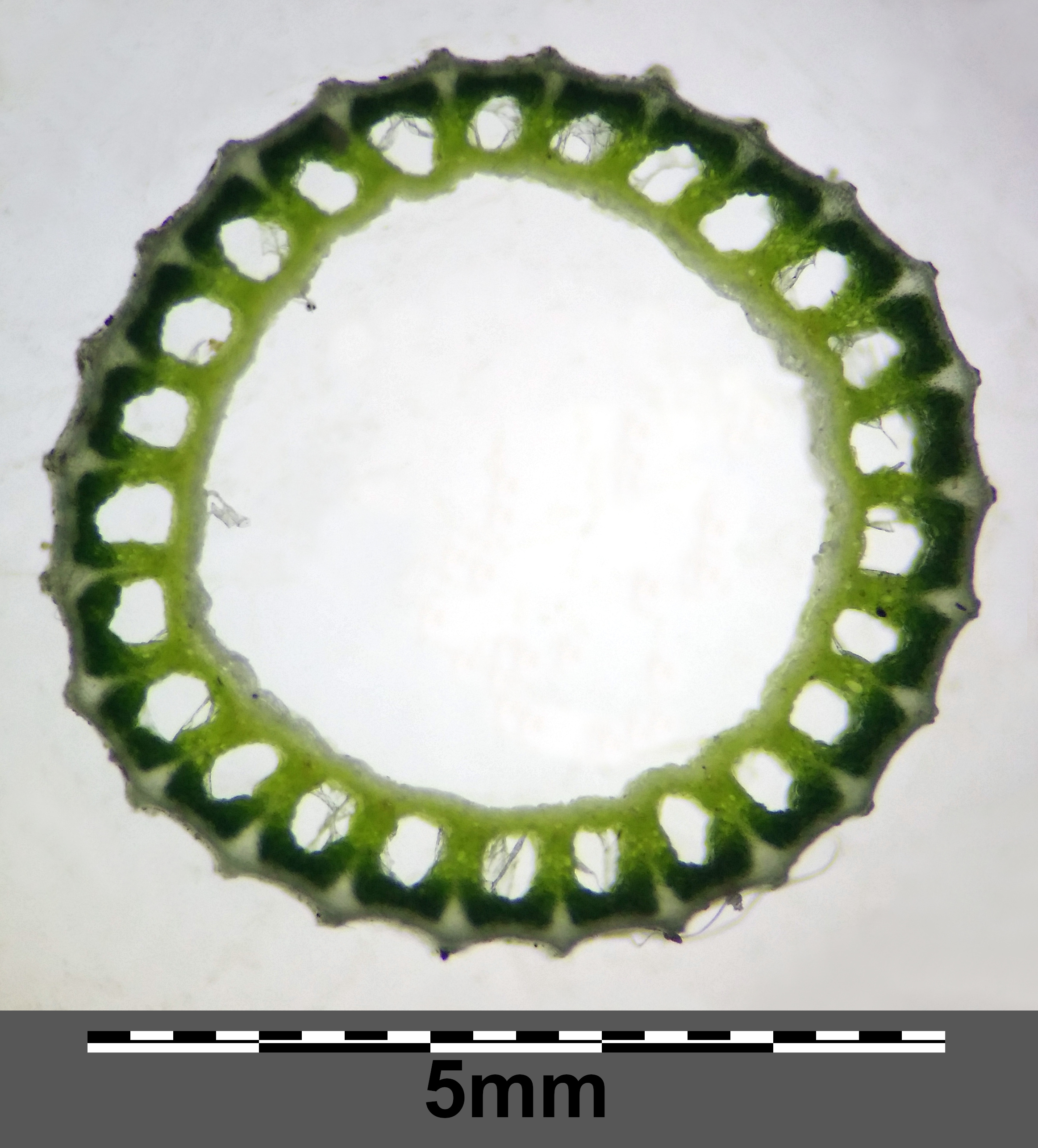
Przekrój przez łodygę

Gatunki podobneProsto wzniesione i często nierozgałęzione pędy ma także skrzyp bagienny E. fluviatile, ale jego pochwy liściowe są zielone (tylko ząbki czarne) i kłos zarodnionośny jest zaokrąglony na szczycie. Pędy są gładkie lub słabo szorstkie i sezonowe. Trwałe i szorstkie pędy nadziemne; czarne, choć tylko w górze pochwy liściowe i zaostrzone na szczycie kłosy ma skrzyp pstry E. variegatum. Różni się od zimowego grubością pędów nie przekraczającą 3 mm; często obecnymi (choć nie zawsze) odgałęzieniami; luźnymi, rozszerzającymi się w górze pochwami liściowymi z trwałymi, trójkątnymi ząbkami na szczycie.

## Biologia i ekologia

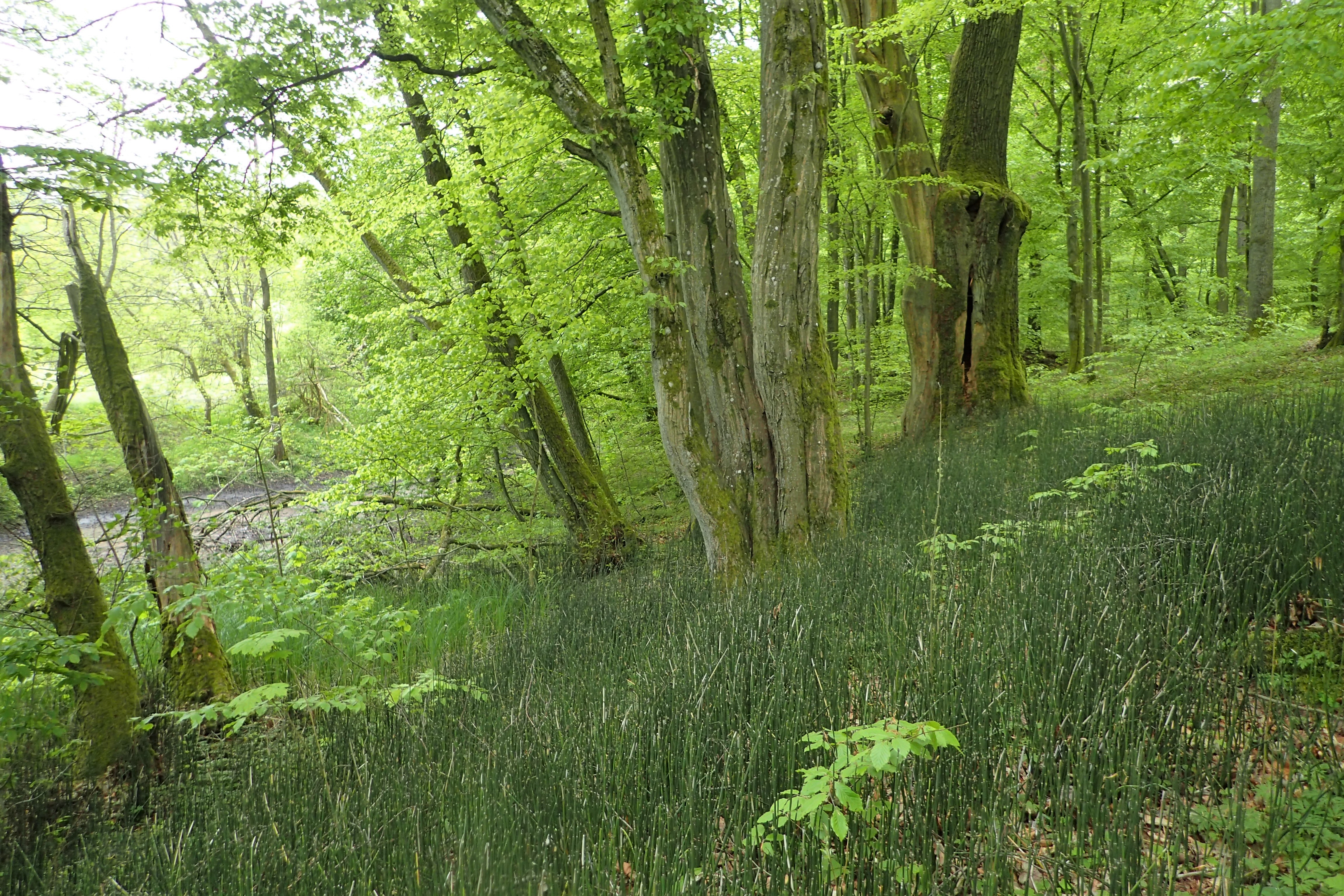
Grądowe zbocze doliny Regi porośnięte skrzypem zimowym

Bylina, chamefit niezdrewniały – o pędach nadziemnych zimujących. Zarodnikuje po przezimowaniu kłosów w kolejnym roku od ich powstania, zwykle latem od czerwca do sierpnia, czasem do września, rzadko też wiosną.
Skrzyp zimowy tworzy często rozległe płaty. Rośnie w wilgotnych i świeżych glebach, żyznych, o odczynie obojętnym i zasadowym, często na zboczach. Występuje zazwyczaj w lasach liściastych, zarówno cienistych jak i świetlistych, zwłaszcza łęgowych i grądowych (różne zbiorowiska ze związków Alno-Ulmion i Carpinion betuli), ale też w zaroślach i na łąkach. W syntaksonomii nie ma statusu gatunku wskaźnikowego, choć zaproponowano uznanie go za gatunek charakterystyczny dla wyróżnionych lokalnie zboczowych lasów klonowo-lipowych (zbiorowisko Acer platanoides-Tilia cordata).
Liczba chromosomów 2n = 216.

## Systematyka i zmienność

### Pozycja systematyczna
Gatunek należy do rodzaju skrzyp Equisetum i rodziny skrzypowatych Equisetaceae. W obrębie rodzaju reprezentuje podrodzaj Hippochaete. Najbliższym, siostrzanym gatunkiem jest skrzyp gałęzisty E. ramosissimum, wraz z którym tworzy klad siostrzany dla pary gatunków E. laevigatum i E. myriochaetum. Wszystkie te gatunki wyewoluowały w trakcie pliocenu.

### Zmienność

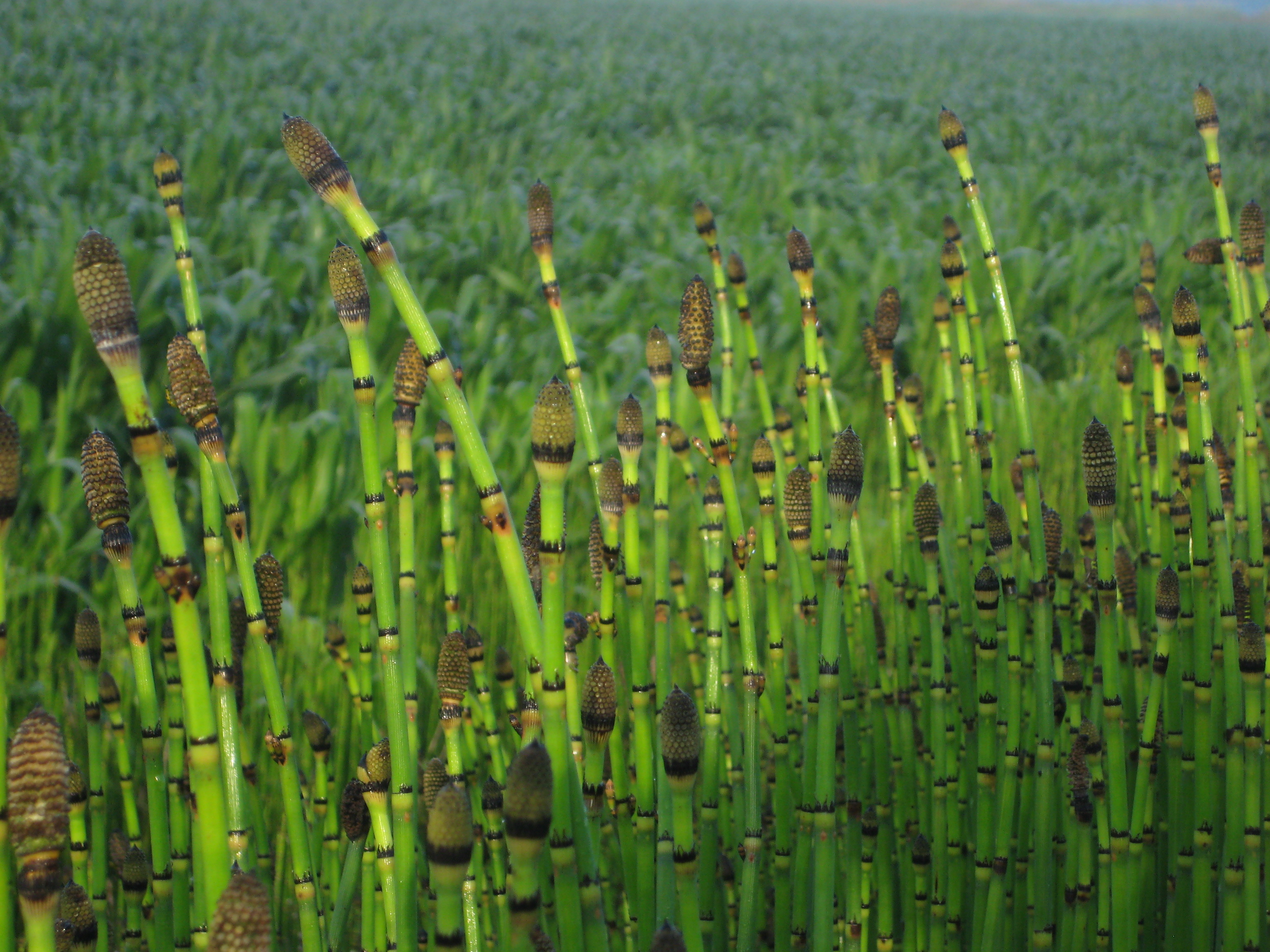
Tęższy od euroazjatyckiego skrzypu zimowego podgatunek affine (≡E. praealtum

Podobnie jak w przypadku wielu innych gatunków skrzypów opisano dawniej wielką liczbę odmian i form, które współcześnie pozbawiane są rangi taksonomicznej, czasem rozpoznano w nich mieszańce z innymi gatunkami.
Istotne znaczenie taksonomiczne ma jeden takson wyróżniany w randze podgatunku E. hyemale subsp. affine (Engelmann) Calder & Roy L. Taylor lub w randze odrębnego gatunku Equisetum praealtum Raf.; Fl. Ludovic. 13 (1817). W ofercie handlowej i ogrodnictwie często określany jest on jako odmiana geograficzna var. robustum (Brown) Eaton, odmiana uprawna 'Robusta'/'Robustum' lub 'Japonicum'.
Roślina ta występuje w dużej części Ameryki Północnej od Alaski po Grenlandię, a na południu po Gwatemalę i Salwador. Rośnie też na Dalekim Wschodzie – na Kamczatce, Sachalinie, Wyspach Japońskich i na północy Chin w prowincji Heilongjiang. Jako roślina introdukowana i zdziczała stwierdzona została na Tajwanie i w Niemczech.
Skrzyp ten różni się od typowego podgatunku skrzypu zimowego rozmiarami – pędy nadziemne osiągają do 1,5–2,2 m wysokości i 1 cm średnicy, międzywęźla są dłuższe (6–9 cm). Trwała część pochew liściowych jest podobnej długości jak średnica łodygi, stąd widziana z boku jest kwadratowa (u typowego skrzypu zimowego pochwy są zwykle nieco dłuższe od średnicy łodygi). Ząbków pochwy bywa znacznie więcej niż u euroazjatyckiego skrzypu zimowego (do 50) i częściej się one zachowują.
Skrzyp ten różni się też wymaganiami siedliskowymi – rośnie w miejscach wilgotniejszych, nie tylko w lasach, ale też na brzegach rzek i jezior. Wyróżnia się też okazałymi przedroślami – osiągającymi do 3,5 cm średnicy.

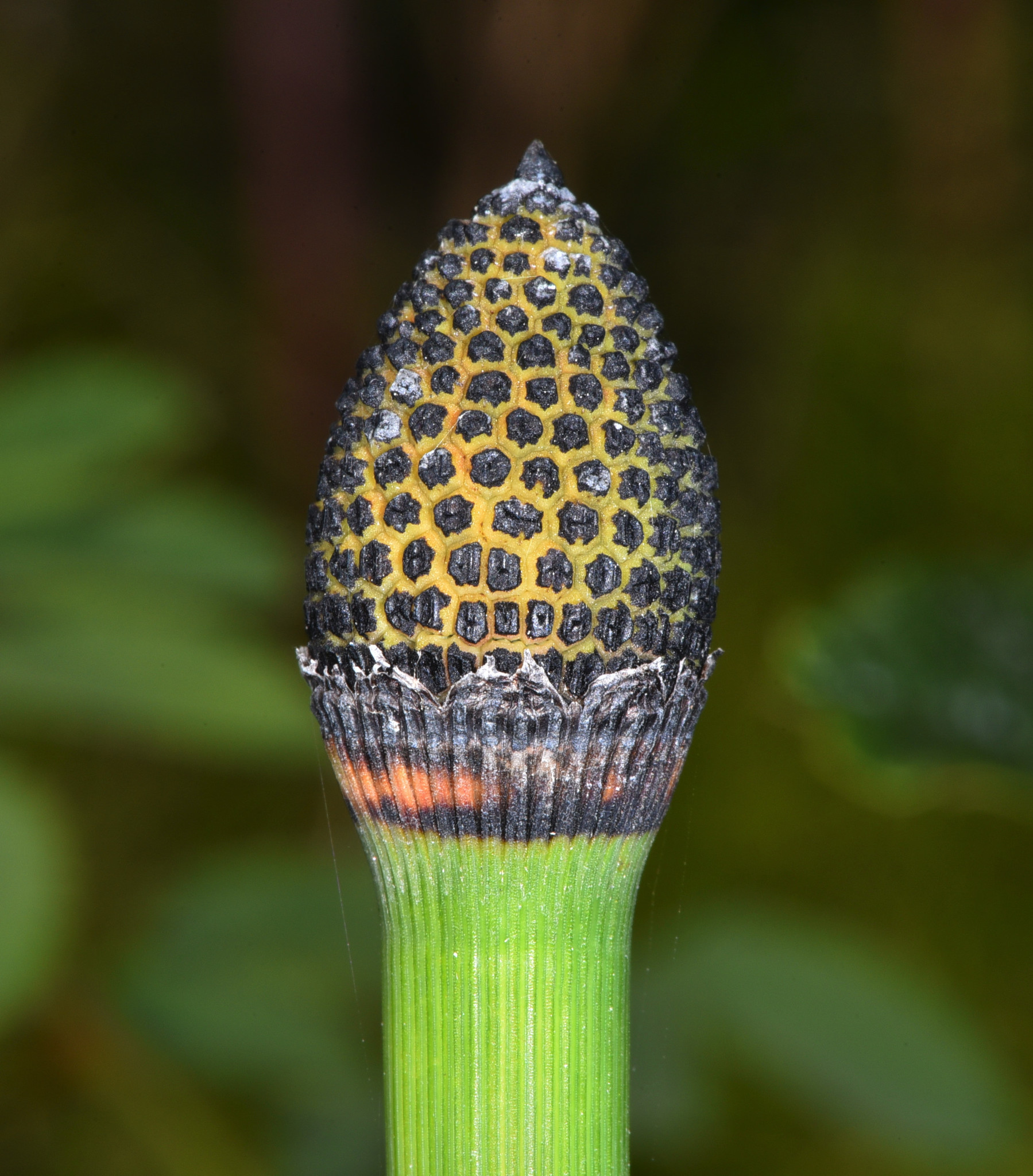
Kłos zarodnionośny subsp. affine
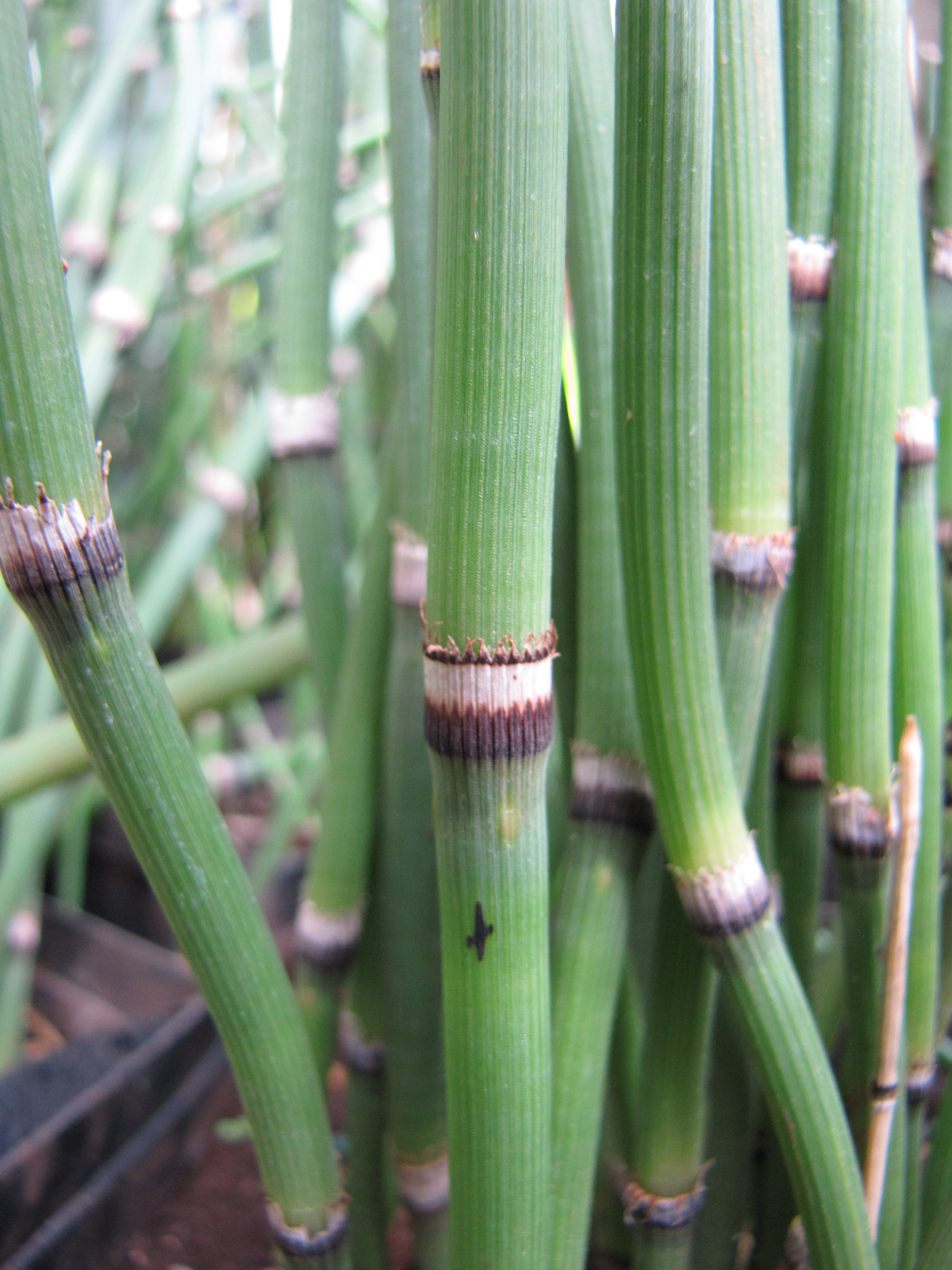
Łodygi subsp. affine
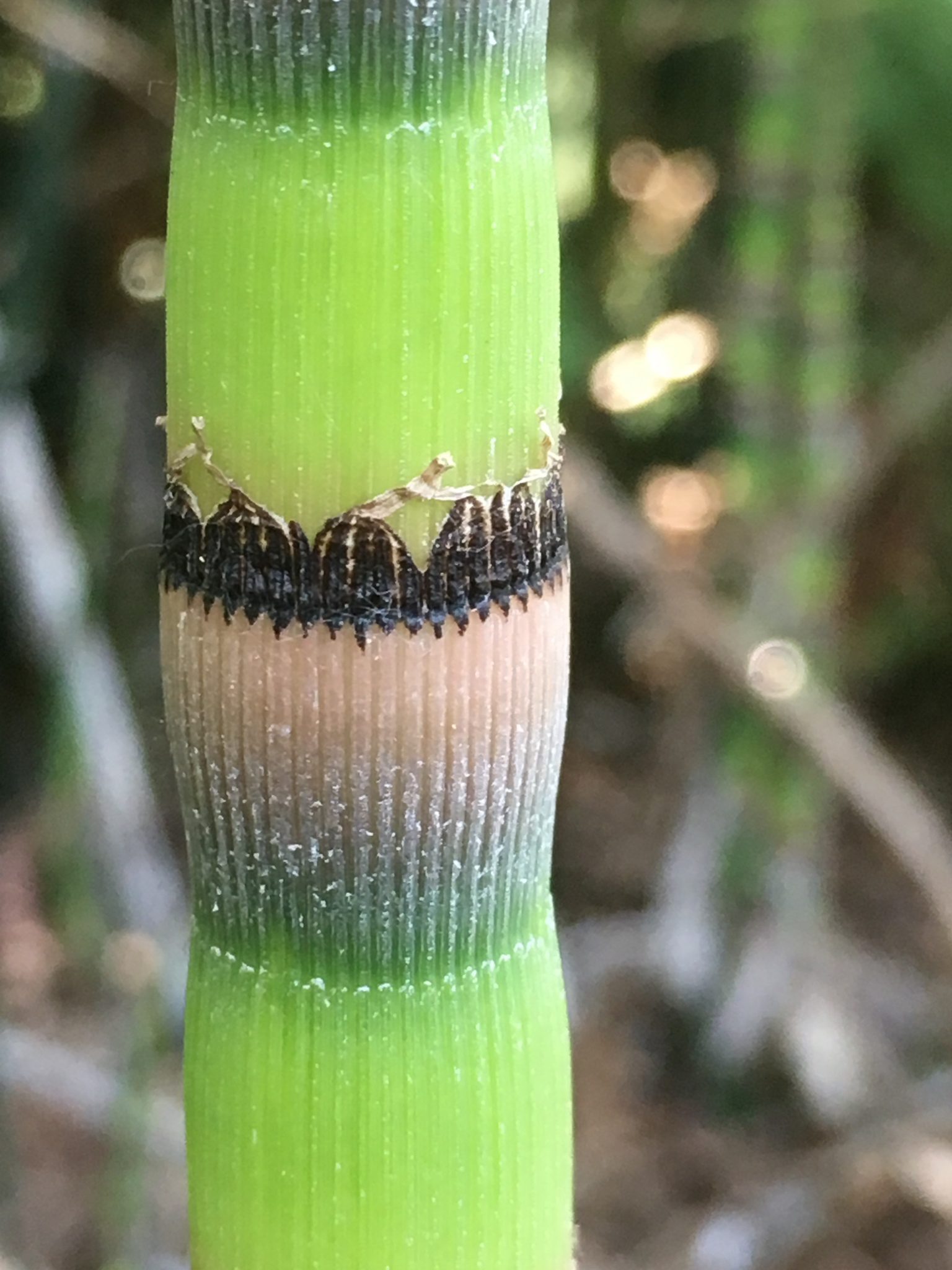
Pochwa liściowa subsp. affine
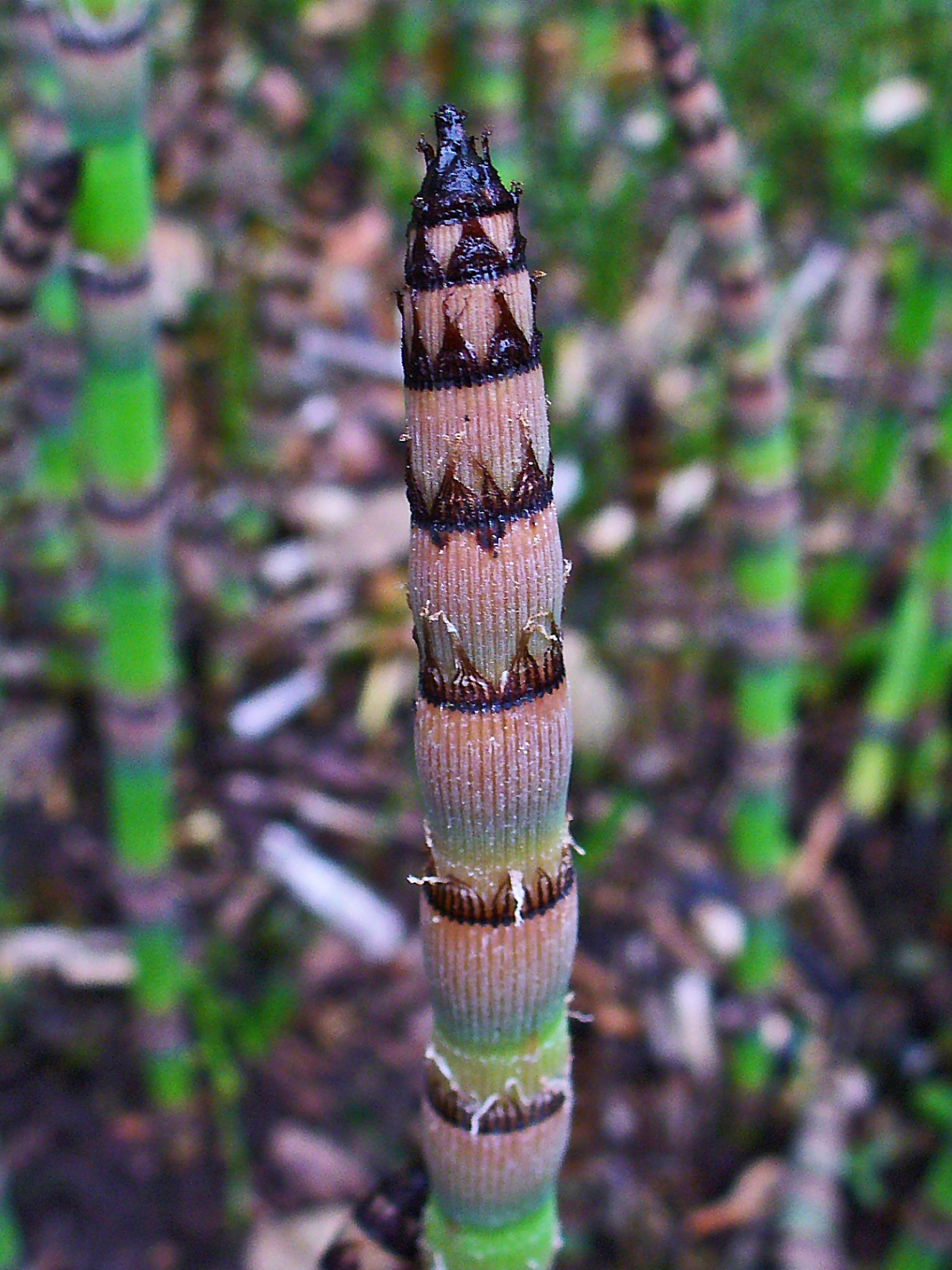
Rozwijające się wiosną pędy subsp. affine są zaróżowione

### Mieszańce
Skrzyp zimowy tworzy mieszańce z innymi gatunkami skrzypów z podrodzaju Hippochaete:
- Equisetum × moorei Newman; Phytol. 5: 19 (1856) [E. hyemale × E. ramosissimum] – skrzyp Moore’a; znany z wielu krajów europejskich, także z Polski[7]. Wygląda podobnie do skrzypu zimowego, przy czym zwykle jest od niego nieco wyższy[27], pędy nadziemne osiągają do 60 cm wysokości, są częściowo zimozielone lub tylko sezonowe[15]. Pochwy liściowe ma wyraźnie dłuższe od średnicy łodygi, nieco rozszerzające się w górnej części. Często obecne są regularne okółki pojedynczych odgałęzień[27]. Zarodniki są sterylne[15]. Liczba żeberek na łodygach wynosi od 10 do 15[15].
- Equisetum × trachyodon A.Braun; Flora 22: 305 (1839) [E. hyemale × E. variegatum]; znany z wielu krajów Europy Zachodniej, Środkowej i Wschodniej, ale dotąd nie podany z Polski[7]. Pędy nadziemne osiągają do 0,5[12]–1[15] m długości, są zimozielone, pojedyncze lub słabo rozgałęzione[15]. Liczba żeberek na łodygach wynosi od 6 do 14[15], pochwy liściowe przylegają do łodygi[12], mają 6–14 ząbków i częściowo są one trwałe. W odróżnieniu od E. variegatum ich błoniasty rąbek na brzegu jest bardzo wąski i są one długoszydlaste. W odróżnieniu od skrzypu zimowego centralny przewód powietrzny jest wąski[27].

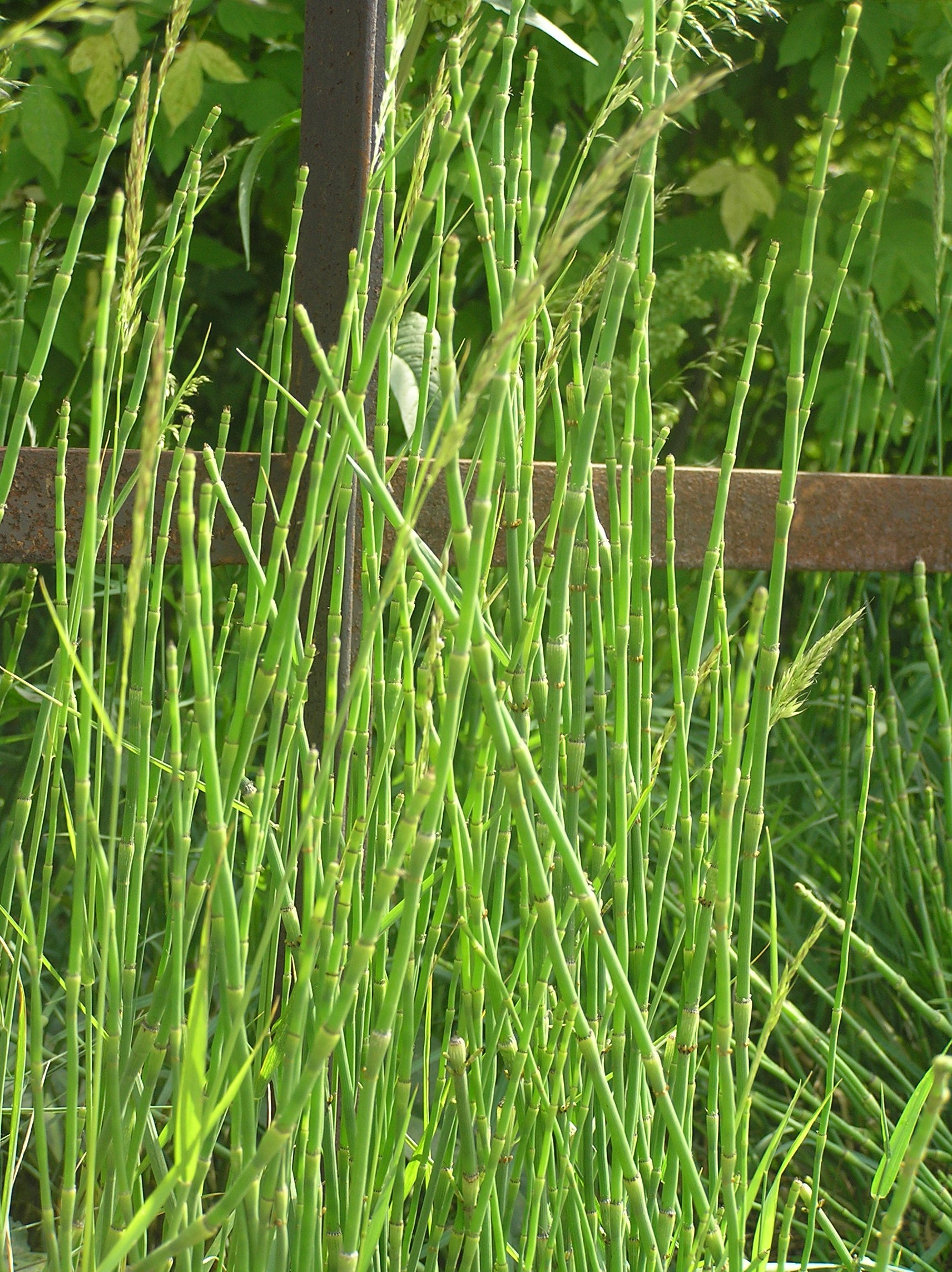
Pokrój E. × moorei
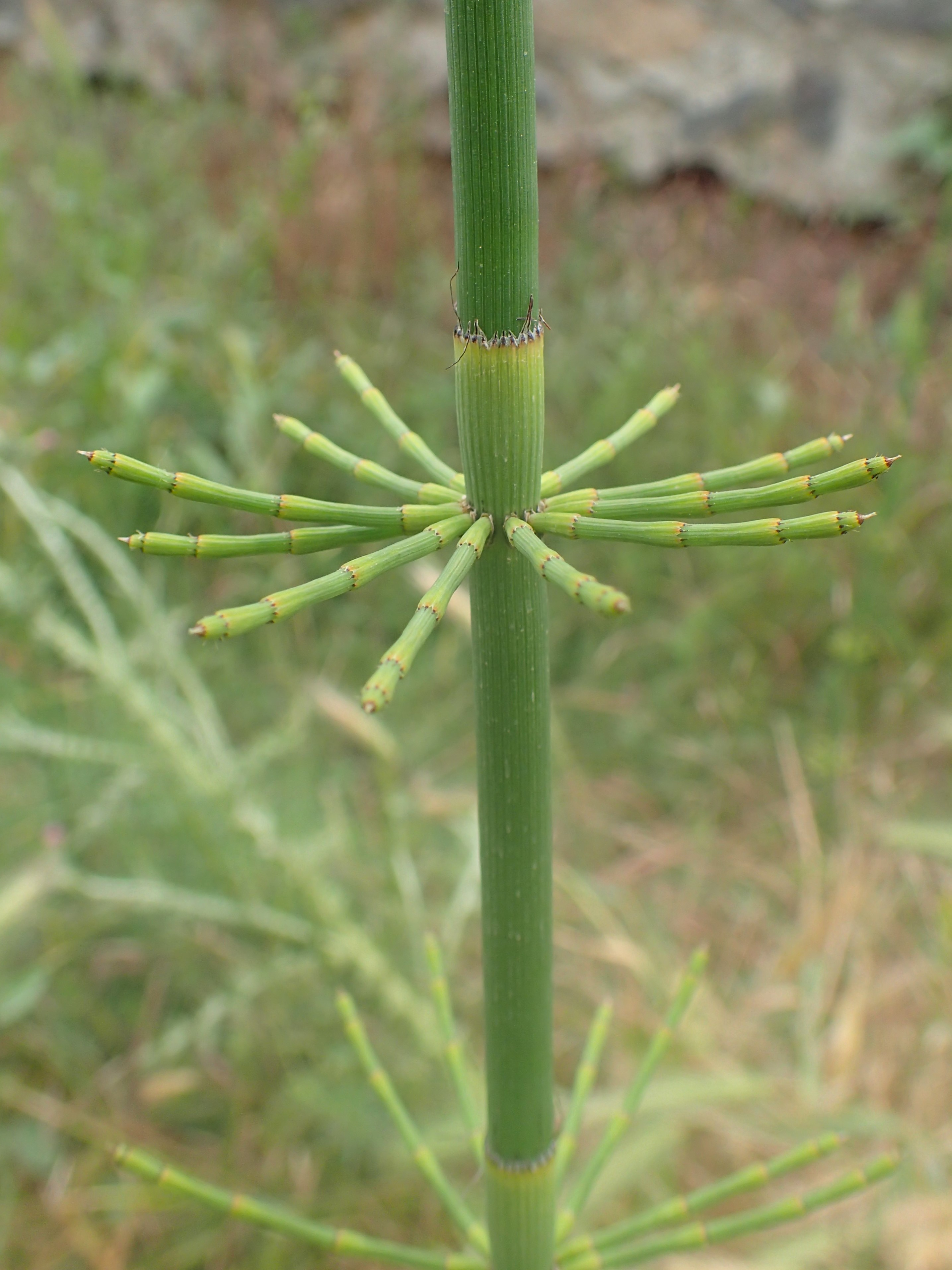
Rozgałęzienia pędu E. × moorei
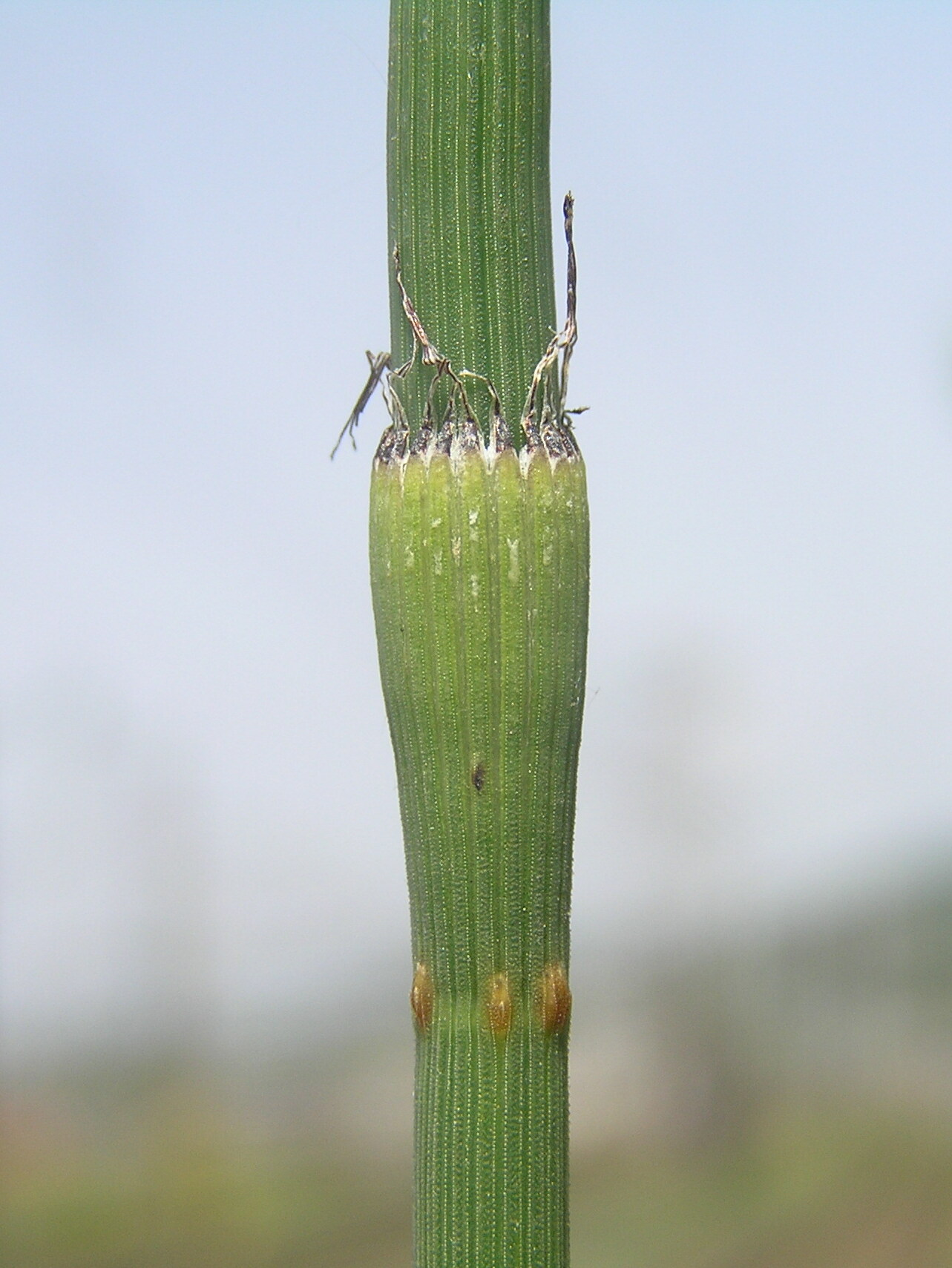
Pochwa liściowa E. × moorei
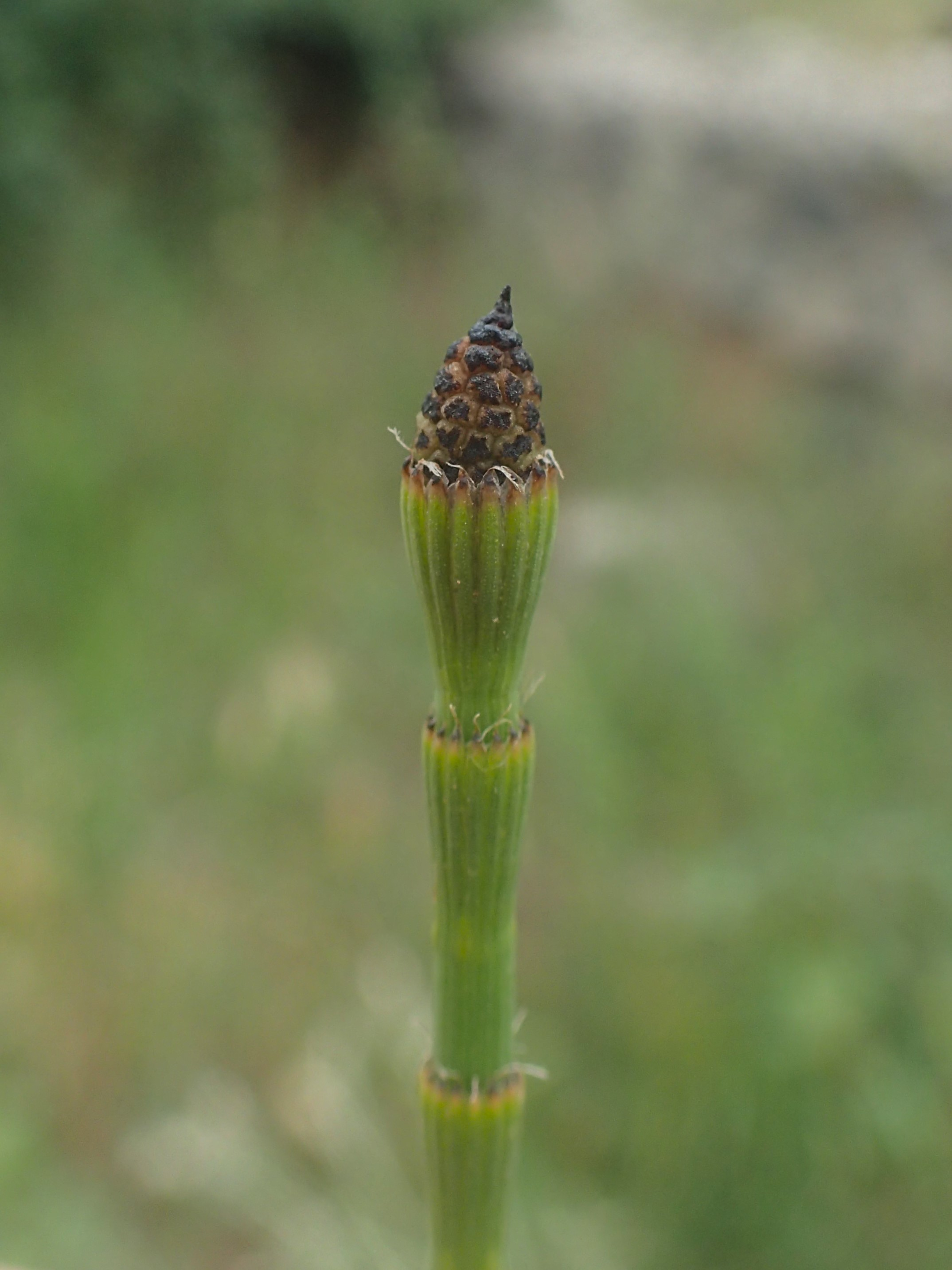
Kłos zarodnionośny E. × moorei
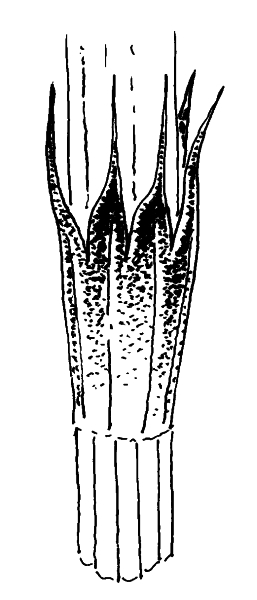
Pochwa liściowa E. ×trachyodon

- Equisetum × alsaticum (H.P.Fuchs & Geissert) G.Phil. ex Lubienski & Bennert; Carolinea 64: 107-118 (2006) [E. hyemale × (E. hyemale × E. variegatum)], znany z Niemiec i Francji.
- Equisetum × ascendens Lubienski & Bennert; Nova Hedwigia 90(3-4): 322 (2010) [(E. hyemale × E. ramosissimum) × E. hyemale]; znany z Niemiec, Holandii i Francji.
- Equisetum × geissertii Lubienski & Bennert; Nova Hedwigia 90(3-4): 323 (2010) [E. variegatum × E. hyemale × E. ramosissimum]; znany z Niemiec.

Podgatunek affine (≡ Equisetum praealtum) tworzy następujące mieszańce znane dotąd tylko z Ameryki Północnej (tam rozpowszechnione):
- Equisetum × ferrissii Clute; Fern Bull. 12: 22 (1904) [E. praealtum × E. laevigatum]. Bardzo częsty mieszaniec w Ameryce Północnej w strefie umiarkowanej i chłodnej. Ma cechy pośrednie taksonów rodzicielskich. Pędy w dolnej części są zimotrwałe, jak u skrzypu zimowego, ale górne części są sezonowe – obumierają zimą. Odpowiednio cechy budowy łodyg i pochew liściowych oraz ich kolorystyka w dole przypominają skrzyp zimowy, a w górze E. laevigatum[28].
- Equisetum × jesupii (A.A.Eaton) Christenh. & Husby; Bot. J. Linn. Soc. 189: 350 (2019) [E. praealtum × E. variegatum].

## Zastosowanie
Roślina ozdobna

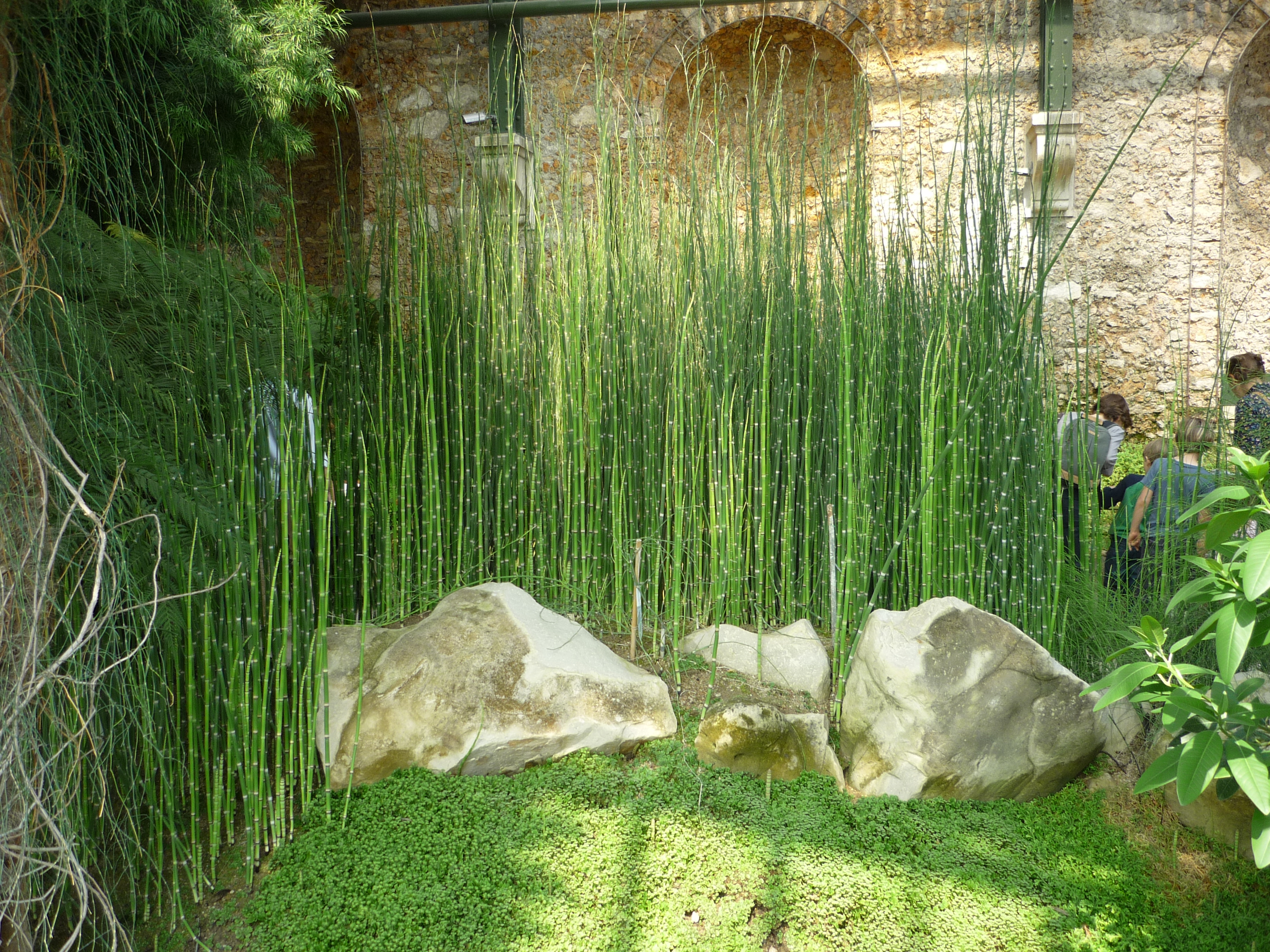
Uprawiany, okazały podgatunek dalekowschodnio-północnoamerykański

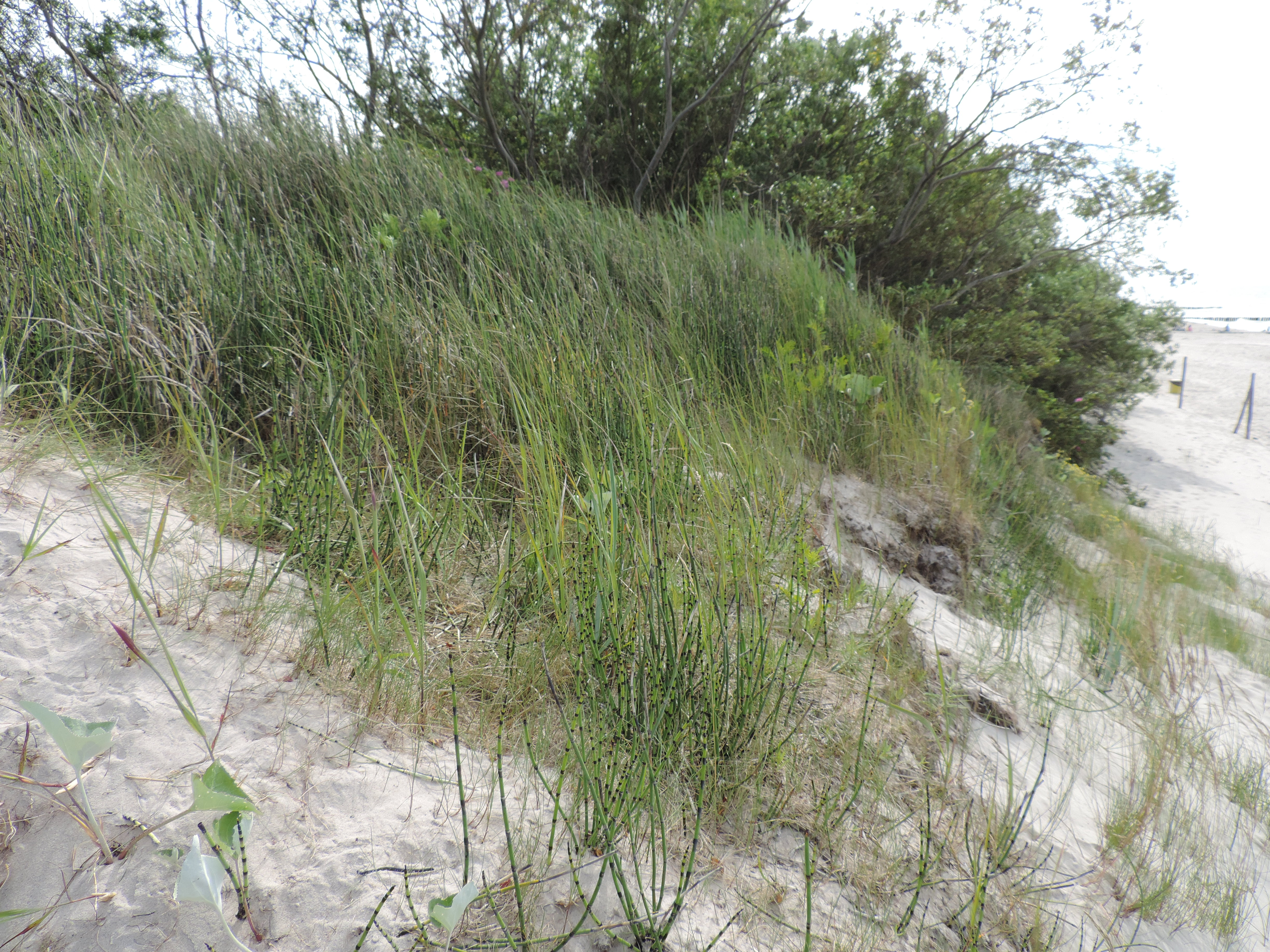
Skrzyp zimowy na wydmach w Kołobrzegu; wg źródeł z XIX wieku miał być sadzony w celu ich stabilizacji

Jako roślina ozdobna, w pojemnikach i jako roślina nadbrzeżna nad oczkami wodnymi, uprawiany jest skrzyp zimowy w podgatunku affine (≡ Equisetum praealtum) dostępny w ofercie handlowej zwykle jako odmiana robustum, 'Robusta'/'Robustum' lub 'Japonicum'. Łodygi tej rośliny są też popularnym elementem dekoracyjnym wykorzystywanym do układania kompozycji roślinnych we florystyce.
Roślina lecznicza
Skrzyp zimowy wykorzystywany był i jest jako roślina lecznicza podobnie jak skrzyp polny. Surowiec zielarski nazywano Herba Equiseti Maioris seu hiemalis. Naparom z ziela przypisywane jest działanie przeciwzapalne, antyseptyczne i moczopędne. W szerokim zakresie tradycyjnie stosowany jest jako roślina lecznicza także podgatunek północnoamerykański, który stosowany był i jest przy chorobach nerek, obrzękach i infekcjach dróg moczowych, łysieniu, łamliwych paznokciach, chorobach reumatycznych, osteoporozie, dnie moczanowej, odmrożeniach, gruźlicy, obfitych miesiączkach oraz krwotokach z nosa, płuc, ran, żołądka i oparzeniach.
Substancją czynną są flawonoidy, kwasy fenolowe (galusowy, taninowy, chlorogenowy, kawowy). Istotne znaczenie ma też duża zawartość krzemu, potasu i siarki. Wyciągi etanolowe i metanolowe wykazują działanie antyoksydacyjne i przeciwgrzybicze przeciw takim dermatofitom jak Trichophyton rubrum i Microsporum canis. Działaniem antyoksydacyjnym tłumaczone jest działanie wspierające gojenie urazów kości.
Ze względu na zdolność skrzypu zimowego do bioakumulacji metali ciężkich (ołowiu, miedzi, kobaltu, manganu, cynku, żelaza i chromu) przy wykorzystaniu ziela do celów leczniczych należy uwzględnić to ryzyko i surowiec pozyskiwać z siedlisk nie skażonych tymi metalami.
Roślina jadalna
Ludzie z północnoamerykańskich plemion Quileute i Hoh (z terenów współczesnego stanu Waszyngton) jedli suszone korzenie podgatunku północnoamerykańskiego (subsp. affine); były one tradycyjnym posiłkiem towarzyszącym obrzędom związanym z dojrzewaniem młodzieży. Plemię Czarnych Stóp dodawali ususzone wierzchołki pędów i ikry łososia i jedli je utłuczone razem. Z gotowanych pędów sporządzali też napój. Jak w przypadku wszystkich skrzypów nie można spożywać go w większych ilościach, ze względu na enzym tiaminazę zubożającą organizm w witaminę B1 (przy czym gotowanie niszczy ten enzym).
Inne zastosowania
- Obfitujące w krzemionkę pędy skrzypu zimowego używane były do czyszczenia metalowych naczyń, polerowania drewna i kamieni[31][38][39].
- Ekstrakt skrzypu zimowego w metanolu wskazywany jest jako przyjazny dla środowiska inhibitor korozji[40].
- Ze względu na bioakumulację metali ciężkich gatunek ten jest rekomendowany do stosowania w fitoremediacji gruntów lub ścieków zanieczyszczonych ołowiem i chromem[41].
- W źródłach z XIX wieku gatunek ten wymieniany jest jako sadzony w Holandii w celu stabilizacji skarp kanałów i wydm nadmorskich (silnie rozrastającymi się kłączami).  Współcześni autorzy kwestionują to jednak ze względu na brak dowodów w rozprzestrzenieniu gatunku, poświadczających takie użycie tego skrzypu[39].

## Uprawa
Podgatunek affine (≡ Equisetum praealtum) zalecany jest do sadzenia w oczkach wodnych w dużych pojemnikach zanurzonych maksymalnie do 10 cm głębokości. Może być też uprawiany w pojemnikach poza zbiornikami, przy czym wymaga wilgotnego i najlepiej żyznego podłoża, choć pod względem żyzności i struktury gleby jest tolerancyjny. Najlepiej rośnie w miejscach słonecznych lub półcienistych. Rozmnaża się z zarodników i dla zapobieżenia jego rozprzestrzenianiu się rekomendowane jest usuwanie kłosów zarodnionośnych ze szczytów pędów przed ich dojrzeniem. W celu rozmnożenia rośliny poza podziałem kłączy wykorzystywane są małe, krótkotrwałe odrosty pojawiające się wiosną u nasady pędów nadziemnych. Odłamane łatwo ukorzeniają się w wilgotnym piasku. Ze względu na ekspansywność rośliny zawsze powinna być uprawiana w pojemnikach. Posadzona w gruncie rozrasta się kłączami we wszystkich kierunkach i na różnych głębokościach i niezwykle trudno ją wyeliminować lub ograniczyć rozprzestrzenianie. Przy mechanicznym zwalczaniu wystarczy pominąć drobny fragment kłącza, by roślina ponownie się rozrosła. Regularne usuwanie pędów nadziemnych może pomóc ograniczyć roślinę, ale zauważalne efekty następują czasem dopiero po kilku latach. Także stosowanie herbicydów dedykowanych do zwalczania skrzypów może wymagać wielokrotnych powtórzeń. 